# 小行星9870
小行星9870（9870 Maehata）是一颗围绕太阳公转的小行星。1992年2月24日，關勉在藝西天文台发现了此天体。
該小行星以日本女子游泳運動員前畑秀子命名。
这颗小行星的绝对星等为164.37950等。